# 비기
비기(Bigi)는 KT의 휴대전화 청소년 요금 체계이다. 비기는 일반적인 성인 요금제에 비하여 할인의 폭이 크다. 알이라는 과금 체계를 만들어 운영하고 있으며 자신의 알을 같은 비기서비스 가입자에 한하여 주고 받을 수 있다. 실 사용자가 청소년 보호법상 만 18세 이하여야 가입이 가능하고 일부 요금제에 한하여 만 19세까지도 가입이 가능하다.
3G 서비스인 SHOW에서도 가입/이용이 가능하다.

## 역사
2001년 8월 1일 KTF(현 KT)가 10대 전용 브랜드이자 요금제로서 시작시켰다. 당시 LG텔레콤(현 LG유플러스)의 카이홀맨, SK텔레콤의 팅, TTL스쿨요금 요금제와 경쟁하였다. 당시 비기 요금제는 주어진 한도(1만 8000원, 2만 4000원) 내에서 음성과 문자메시지를 조절해 사용할 수 있도록 해주는 요금제였다. 2001년 10월 1일까지 경쟁사인 SK텔레콤보다 약 100만의 청소년 가입자 수를 기록하는 기염을 토한 바 있다.

## 요금제
알캡(12000원), 알23000(17000원), 알29000(19000원), 알문자매니아(24500원),알문자매니아플러스(28500원)요금제가 있으며,몇몇 서비스의 가입은 제한되어 있다.